# Сан-Антоніо Скорпіонз
Сан-Антоніо Скорпіонз (англ. San Antonio Scorpions) — професіональний футбольний клуб з міста Сан-Антоніо (США). Заснований 2010 року. З 2012 по 2015 рік грав у Північноамериканській футбольній лізі. У грудні 2015 року розформований через те, що влада міста викупила стадіон Тойота Філд, на якому буде грати інший клуб з Сан-Антоніо — учасник USL.
«Сан-Антоніо Скорпіонз» провів у NASL чотири повних сезони. Клуб був переможцем регулярного чемпіонату 2012 року, а у 2014 році був чемпіоном NASL, здобувши головний трофей ліги Soccer Bowl.